# Salvador Alfonso Martínez Escobedo
Salvador Alfonso Martínez Escobedo (Nuevo Laredo, Tamaulipas; 14 de marzo de 1980), comúnmente conocido por su alias La Ardilla, fue un jefe regional del cártel de Los Zetas, particularmente activo en los estados de Tamaulipas, Nuevo León y Coahuila. Era uno de los principales operadores del cártel y se le atribuyen numerosos crímenes violentos.
Escobedo encabezaba el conflicto de Los Zetas contra el Cártel del Golfo y era hombre de confianza de Miguel Ángel Treviño Morales, alias «Z-40». Se le atribuye la autoría intelectual de la muerte de 72 migrantes en San Fernando en 2010, y también se le relaciona con fosas clandestinas con más de 200 cadáveres, la ejecución de más de 50 personas, el autor intelectual de 320 asesinatos, y la fuga de 280 reos entre otros crímenes.

## Crímenes notables

### Masacre de 72 migrantes
Las Fuerzas Armadas informaron que seguían la pista de Salvador Alfonso Martínez Escobedo por ser el autor intelectual del asesinato de 72 migrantes en agosto de 2010 que estaban en San Fernando, lugar donde era el bastión del líder criminal de Los Zetas. De los 72 migrantes asesinados, 58 de ellos eran hombres y 14 mujeres, los cuales habían salido hacía otros países americanos como El Salvador, Guatemala, Honduras, Ecuador, Brasil, además de la India, indicaron las autoridades. A pesar de estas acusaciones, Escobedo no fue consignado por esta masacre. La Fiscalía General de la República no logró vincularlo en relación con este crimen.

### 50 Ejecuciones
Escobedo enfrentó cargos por la ejecución de más de 50 personas, así como por el asesinato de José Eduardo Moreira Rodríguez, hijo del exgobernador de Coahuila y exlíder nacional del PRI, Humberto Moreira entre otros.

### Fuga de más de 280 reos
Escobedo es responsable de la fuga de más de 280 reos de los penales de Piedras Negras, Coahuila, y Nuevo Laredo, Tamaulipas, por órdenes del exgobernador Rubén Moreira.

### Secuestro a Fanny
Silvia Stephanie Sánchez Viesca Ortiz, conocida por su seres queridos como Fanny, habría sido secuestrada por Escobedo, que la entregó a «El Lazca» a cambio de que no lo asesinara.
Fanny habría sido secuestrada por Escobedo por órdenes de El Lazca, una versión que fue avalada por el entonces procurador de Coahuila, Homero Ramos Gloria. La exfiscal federal para delitos contra las mujeres, Alicia Pérez Duarte, había señalado también en su momento, que la niña había sido secuestrada por el grupo criminal y que habría tenido un hijo en Estados Unidos.

## Recompensa
Escobedo era buscado por la Procuraduría General de la República (PGR), que ofrecía una recompensa de 15 millones de pesos mexicanos aproximadamente, por su captura.

## Arresto
Fue capturado en 2012 por las fuerzas federales en Nuevo Laredo. El 6 de octubre a las 05:00 horas, personal naval que realizaba patrullaje en el fraccionamiento San Agustín fue atacado con disparos de arma de fuego, abatiendo a uno de los agresores mientras otros escaparon. Posteriormente, se supo que en la zona se escondía una persona apodada "Ardilla", quien había escapado recientemente. Esto llevó a iniciar su búsqueda en Nuevo Laredo, Tamaulipas.
A las 19:00 horas, durante la patrulla en la colonia El Campanario, se localizó un vehículo con un conductor armado, quien huyó al aproximarse el personal naval. Después de una persecución, lograron detener el vehículo. El conductor se identificó como Salvador Alfonso Martínez Escobedo, alias «La Ardilla», de 31 años y originario de Nuevo Laredo, Tamaulipas.